# Дубівка (Бердичівський район)
Дубі́вка (до 1946 — Чехи) — село в Україні, у Семенівській сільській територіальній громаді Бердичівського району Житомирської області. Населення становить 291 особу (2001).

## Географія
Село розташоване на лівому березі річки Горбатка, правої притоки Пустохи.

## Історія
Вперше згадується у 1788 році, як село Чехи, округи Бердичівської, Пузирецької волості, Житомирського повіту Волинської губернії. За часів Радянської України село багато разів змінювало свою «прописку» або ж належність до різних районів Житомирщини — від 7 березня 1923 року у складі Білопільського району, від 17 червня 1925 року та 28 червня 1939 року — у складі Бердичівського району.
7 червня 1946 року Указом Президії ВР УРСР «Про збереження історичних найменувань та уточнення і впорядкування існуючих назв сільрад і населених пунктів Житомирської області». Перейменовано та уточнено назви 136-ти населених пунктів області. Село Чехи Бердичівського району перейменоване на село Дубівка.
У 1923—54 роках — адміністративний центр Дубівської сільської ради Бердичівського району.
До 7 вересня 2016 року село входило до складу Красівської сільської ради Бердичівського району Житомирської області.

## Населення
Згідно з переписом УРСР 1989 року чисельність наявного населення села становила 379 осіб, з яких 167 чоловіків та 212 жінок.
За переписом населення України 2001 року в селі мешкало 288 осіб.

### Мова
Розподіл населення за рідною мовою за даними перепису 2001 року:
| Мова       | Відсоток |
| ---------- | -------- |
| українська | 98,28 %  |
| російська  | 1,72 %   |

## Відомі люди
- Сікорський Микола Онуфрійович (18 червня 1920 — 24 жовтня 1990) — учасник німецько-радянської війни, Герой Радянського Союзу.[8]